# Thylakoid
Thylakoid là các ngăn có màng bên trong lục lạp ở thực vật và vi khuẩn lam. Chúng là nơi diễn ra các phản ứng quang hợp phụ thuộc vào ánh sáng. Thylakoid bao gồm một màng thylakoid bao quanh một xoang thylakoid. Các thylakoid lục lạp thường tạo thành các chồng đĩa được gọi là grana (số ít: granum). Grana được kết nối bởi các thylakoid giữa các hạt/mô đệm, nối các ngăn xếp hạt lại với nhau thành một ngăn chức năng duy nhất.